# Grands recueils de hadiths
Les Grands recueils de hadiths sont des recueils de traditions islamiques écrits par des compilateurs de hadiths remontant au VIIIe siècle et IXe siècle. Ils concernent essentiellement les gestes et les paroles de Muhammad et servent à la fois aux experts de la loi et à ceux de la théologie.

## Liste des grands recueils de hadiths

### Recueils sunnites
Les oulémas sunnites ont qualifié d'authentiques neuf recueils de hadiths :
| Recueil                 | Auteur           | Année de décès de l'auteur | Nombre de hadiths                      |
| ----------------------- | ---------------- | -------------------------- | -------------------------------------- |
| Al-Muwatta              | Mâlik ibn Anas   | 795                        | 1 720                                  |
| Musnad Ahmad ibn Hanbal | Ahmed Ibn Hanbal | 855                        | 40 000                                 |
| Sunan al-Darimi (en)    | Al-Darimi (en)   | 868                        | environ 3500                           |
| Sahih al-Bukhari        | Al-Bukhari       | 870                        | 7 397 authentiques sur environ 300 000 |
| Sahih Muslim            | Muslim           | 875                        | 7 275                                  |
| Sunan Abi Dawood        | Abu Dawud        | 889                        | 5 274                                  |
| Sunan al-Tirmidhi (en)  | At-Tirmidhi      | 892                        | 3101 hadiths                           |
| Sunan ibn Majah (en)    | Ibn Majah        | 887                        | 4 451                                  |
| Al-Sunan al-Sughra (en) | An-Nassa'i       | 915                        | 5 314                                  |

Autres recueils de hadiths connus constituant des sources primaires
| Recueil                                   | Auteur                         | Année de décès de l'auteur | Nombre de hadiths |
| ----------------------------------------- | ------------------------------ | -------------------------- | ----------------- |
| Sahifah Hammam ibn Munabbih (en)          | Hammam ibn Munabbih (en)       | 750                        | 137               |
| Musnad Abu Hanifa                         | Abou Hanîfa                    | 767                        |                   |
| Musannaf ibn Jurayj (en)                  | Ibn Jurayj (en)                | 767                        |                   |
| Kitab al-Athar                            | Abou Yoûsouf                   | 798                        |                   |
| Musnad 'Abd Allah Ibn Al Mubarak          | 'Abd Allah Ibn Al Mubarak      | 797                        |                   |
| Musnad at-Tayalisi                        | Abu Dawud at-Tayalisi (ar)     | 819                        |                   |
| Musnad al-Shafi'i (ar)                    | Al-Chafi'i                     | 820                        |                   |
| Kitab Al Tarikh wa Al Maghazi             | Al-Waqidi                      | 822                        |                   |
| Musannaf of Abd al-Razzaq (en)            | ‘Abd ar-Razzaq as-San‘ani (en) | 826                        |                   |
| Musnad Al-Humaydi (ar)                    | Al-Humaydi (en)                | 834                        |                   |
| Sunan sa'id ibn Mansour                   | Sa'id ibn Mansour (ar)         | 841                        |                   |
| Musnad Ibn Mani'                          | Ibn Sa'd al-Baghdadi           | 845                        |                   |
| Kitab Tabaqat al-Kubra                    | Ibn Sa'd al-Baghdadi           | 845                        |                   |
| Kitab Ma'rifat al-Sahaba                  | Ibn Madīni                     | 849                        |                   |
| al-Musnad                                 | Ibn Madīni                     | 849                        |                   |
| Musannaf Ibn Abu Shayba                   | Ibn Abu Shayba (ar)            | 849                        |                   |
| Musnad Ishaq Ibn Rahwayh (en)             | Ishaq Ibn Rahwayh (en)         | 853                        |                   |
| Musnaf Abd bin hamid                      | Abd bin hmid                   | 863                        |                   |
| Akhbar mekka                              | Al-Azraqi (en)                 | 864                        |                   |
| Musnad Azraki                             | Al-Azraki                      | 865                        |                   |
| tarikh mekka                              | Al-Azraki (en)                 | 865                        |                   |
| Sahih Al Adab Al Moufrad                  | Al-Bukhari                     | 870                        |                   |
| Akhbar mekka fi kadim a-dahr wa hadithouh | Mohamed ibn ishak al fakihi    | 885                        |                   |
| Kitāb al-Waraʿ                            | al-Marwadhi                    | 885                        |                   |
| Kitâb ul Qanâ'ah wa at Ta'affuf           | Ibn Abi ad-Dunya               | 894                        |                   |
| Qasr Al-Amal                              | Ibn Abi ad-Dunya               | 894                        |                   |
| Al-Musnad (en)                            | Al-Harith                      | 895                        |                   |
| Kitab al-Sunnah                           | Ibn Abi `Asim Al-Shaybani      | 900                        |                   |
| At-Tarikh Al-Kabir (ar)                   | Ibn Abu Khaythama              | 902                        |                   |
| Musnad Al-Kabir Al-bazzar                 | Al-bazzar                      | 904                        |                   |
| Al-'Ilal                                  | Al-bazzar                      | 904                        |                   |
| Al-Sunan al koubra                        | An-Nassa'i                     | 915                        |                   |
| Al majaliss wal jawarih al ilm            | Al-deynawari                   | 915                        |                   |
| Musnad Ibn Abi Ya'la                      | Abū Yaʿlā al-Mawṣilī           | 919                        |                   |
| Musnad Ruyanî                             | Ruyanî (ar)                    | 919                        |                   |
| Al-Muntaqa fil-Ahkam                      | Ibn Al-Jarud (ar)              | 919                        |                   |
| Sahih Ibn Khuzaymah                       | Ibn Khuzaymah                  | 923                        |                   |
| As-Sounnah                                | Al-Khallal                     | 923                        |                   |
| Karamat al-Awliya                         | Al-Khallal                     | 923                        |                   |
| Tahdhib al-Athar (en)                     | Tabari                         | 923                        |                   |
| Mustakhrej Abi 'ouana                     | Abû 'Ouana                     | 928                        |                   |
| Musnad Ibn abi ufi                        | Ibn Sa'd                       | 930                        |                   |
| Kitab Ad-Du'afa' Al-Kabir                 | Al-'Aqili                      | 933                        |                   |
| Sharh mouchkil al athar                   | Al-Tahawi                      | 933                        |                   |
| Sharh ma'ani al athar                     | Al-Tahawi                      | 933                        |                   |
| Sahih Ibn Hibban                          | Muhammad ibn Hibban            | 965                        |                   |
| al-Muʿjam (ar)                            | At-Tabarani                    | 970                        | 22 021            |
| Sunan al-Daraqutni                        | Imam Ad-Daraqutni              | 995                        |                   |
| Makārim al-Akhlāq                         | Al-Kharā`iṭī                   | 938                        |                   |
| Mustadrak Ala As-Sahihayn                 | Hakim al-Nishaburi             | 1014                       |                   |
| Sunan al-Kubra                            | Al-Bayhaqi                     | 1066                       |                   |
| At-Targhib wat-Tarhib                     | ibn ʻAbd al-Qawī Mundhirī      | 1258                       |                   |
| Riyadh as-Salihin                         | Al-Nawawi                      | 1277                       |                   |
| Mishkat Al-Masabih                        | Muḥammad Al-Tabrizi            | 1340                       |                   |
| Bulugh Al-Maram                           | Ibn Hajar al-Asqalani          | 1449                       |                   |
| Al-Jami' As-Saghir                        | Jalaluddin al-Suyuti           | 1505                       |                   |
| Kanz Al-Ummal                             | Ali ibn Abd-al-Malik al-Hindi  | 1567                       |                   |
|                                           |                                |                            |                   |

### Recueils chiites
| Recueil          | Auteur                         | Année de décès de l'auteur | Nombre de Hadiths                                                         |
| ---------------- | ------------------------------ | -------------------------- | ------------------------------------------------------------------------- |
| Kitab al-Kafi    | Muhammad ibn Ya'qub al-Kulayni | 941                        | 5 072 sont considérés comme authentique sur un total de 16 199 narrations |
| Musnad Zayd      | Imam Zayd Ibn Ali              | 740                        |                                                                           |
| Sahîfa Sajjâdiya | Imam Ali Zayn al-Abidin        | 713                        |                                                                           |
| Behaar al anwaar | Allama majlissi                |                            |                                                                           |

### Recueils Ibadites
| Recueil                                        | Auteur                        | Année de décès de l'auteur | Nombre de Hadiths |
| ---------------------------------------------- | ----------------------------- | -------------------------- | ----------------- |
| al-Jami'i al-Sahih or Musnad al Rabi ibn Habib | al Rabi ibn Habib al-Farahidi | 812                        | 1800              |

## Liste d'autres recueils islamiques

### Liste des recueils de Tafsir
- Ma'ani al-qur'an, Abû Al-Hasan Al-Akhfash
- Tafsir at-tabari, Ibn Jareer at-Tabaree (m.310H).
- Tafsir ibn abi hatem, ibn abi hatem (m.327).
- Kitab Tafsir al-qur'an, d'Al-Dinawari (m.282).
- at-tafsir, de Hud ibn muhkim al-hawwari (m.258)
- tafsir al-qur'an, d'Abu Hatim Muhammad ibn Idris al-Razi (m.277H).

### Liste des recueils de aquida
- Kitaabul-Eemaan, d'Abu 'Ubayd al-Qaasim ibn Salaam (m.224H)
- Kitaabul-Eemaan d'Ibn Abee Shaybah (m.235H)
- Usoolus -Sunnah and Ar-Radd 'alal Jahmiyyah waz-Zanaadaqah, d'Ahmad bin Hanbal (m.241H)
- Khalq Afaalul-Ibaad, Kitaabul-Eeemaan et Kitabut-Tawheed (les deux derniers faisant partie d'al-Jaami us-Saheeh), d'Al-Bukharee (m.256H).
- As-Sunnah, d'Abu Bakr al-Athram (m.273H)
- Kitaabus-Sunnah (being part of the Sunan) by the faqeeh and Imaam Ibn Abu Dawood as -Sijistaanee (m.275H)
- Al-Ikhtilaaf fee Ladfh war-Radd 'alal-Jahmiyyah, d'Ibn Qutaybah (m.276H)
- Ar-Radd 'alal Jayhmiyyah, d'Ad-Daarimee (m.280H)
- As-Sunnah, d'Ibn Abee 'Aasim (m.287H)
- As-Sunnah, d'Abdullah ibn Imaam Ahmad (m.290H)
- As-Sunnah, d'AbuBakr al-Maroozee (m.292H)
- As-Sunnah, d'Al-Marwaazee (m.292H)
- Sareehus-Sunnah, d'Ibn Jareer at-Tabaree (m.310H)
- Kitaabut-Tawheed wa Ithbaat Sifaatur-Rabb by the faqeeh and Imaam, Ibn Khuzaymah (m.311H)
- Aqeedatut-Tahaawiyyah by the Imaam Abu Jafar at-Tahaawee (m.321H)
- Maqālāt al-islāmīyīn by Abu al-Hasan al-Ash'ari (m.324H)
- Kitāb al-luma by Abu al-Hasan al-Ash'ari (m.324H)
- Kitāb al-ibāna 'an usūl al-diyāna by Abu al-Hasan al-Ash'ari (m.324H)
- Ar-Risaalah ilaa Ahlth-Thaghr, d'Abdul-Hasan al-Asharee (m.324H)
- Asl us-Sunnah, d'Abu Haatim ar-Raazee (m.327H)
- Kitab Al Tawhid, de Muhammad Abu Mansur al-Maturidi (m.333H)
- Kitab ibn fath, d'Amrous b. ibn Fath (m.300H)

### Liste des recueils de Ilm Al-hadith
- Kitab A-zuhd, d'Abu Hatim Muhammad ibn Idris al-Razi (m.277H).
- Kitab A-zina, d'Abu Hatim Muhammad ibn Idris al-Razi (m.277H).
- Tabaqat at-tabi'in, d'Abu Hatim Muhammad ibn Idris al-Razi (m.277H).
- الضعفاء والكذابون والمتركون من أصحاب الحديث Al dhu'afa wal kadhibun wal matroukoun min ashab al hadith, d'Abou Othman sa'id ibn omaru ibn Ammar al-bardha'i (m.292H).
- al-Jarh wa'l-Ta'dil, d'Ibn Abi Hatim (m.327H).
- Taqdimat al-Jarh wa'l-Ta'dil, d'Ibn Abi Hatim (m.327H).
- Bayan Khata Muhammad bin Isam'il al-Bukhari fi Tarikh, d'Ibn Abi Hatim (m.327H).
- 'Ilal al-Hadith, d'Ibn Abi Hatim (m.327H).
- Kitab al-Marasil, d'Ibn Abi Hatim (m.327H).
- Adab al-Shafi'i wa-Manaqibahu, d'Ibn Abi Hatim (m.327H).
- al-Zuhd, d'Ibn Abi Hatim (m.327H).

### Liste des recueils de fiqh
- Jawabat, de Jabir Ibn Zaid (m.93H).
- Kitab al-Nikah, de Jabir Ibn Zaid (m.93H).
- Errors of the Ecstatics, de Ruwaym (m.303H)
- Kitab al-Kharâj, (Livre de l'impôt foncier) d'Abou Yoûsouf (m.183H).
- Kitab Ikhtilaf Abi Hanifa wa Ibn Abî Laylâ, (Livre de l'opposition entre Abû Hanifa et Ibn Abî Layla[2]) d'Abou Yoûsouf (m.183H).
- Kitab al-Radd ‘Ala Siyar al-Awza`i, (Livre de la réfutation des lois de la guerre d'Al-Awza`i[3]), réfutation du juriste Al-Awza`i sur les lois de la guerre) d'Abou Yoûsouf (m.183H).
- Al-jame" fil fiqh, d'd'Abu Hatim Muhammad ibn Idris al-Razi (m.277H).

Les quatre références de l'école malékite :
- Al-Moudawana de Sahnoun (m.240H).
- Al-wâdiha fî as-sunan wa al-Fiqh, d'Ibn Habîb (m.238H).
- Al-’Utbiyya, d'Ibn 'Utba (Al-’Utbi) (m.255H).
- Al-Mawwaziya, Ibn Ibrahim al-Iskandari (Ibn al-Mawwaz) (m.281H).

Les autres ouvrages :
- Son audition de Mâlik enregistrée dans trente livres, d'Ibn Wahb (m.197H).
- Le Grand Muwattaa, d'Ibn Wahb (m.197H).
- Le petit Muwattaa, d'Ibn Wahb (m.197H).
- Ahwâl Al-qiyâma, d'Ibn Wahb (m.197H).
- Al-Maghâzî, d'Ibn Wahb (m.197H).
- Tafsîr Gharîb Al-muwattaa, d'Ibn Wahb (m.197H).
- Kitâb Al-qadar, d'Ibn Wahb (m.197H).
- Al-jâmi’, Al-kabîr d'Ibn Wahb (m.197H).
- Al-manâsik, d'Ibn Wahb (m.197H).
- Al-bay’a, d'Ibn Wahb (m.197H).
- Ar-ridda, d'Ibn Wahb (m.197H).
- Al-Mudawwana, d'Abû ‘Amr Ash-hab Ibn Abdelaziz Ibn Dâwud Al-ja’adî (Ash-hab) (m.204H).
- Al-asadiyya fî Fiqh al-mâlikiyya d'Asad Ibn Furât(m. 213 H).
- Al-Hadiya, de 'Isâ Ibn Dinâr (m.212H).
- Kitâb Al-usûl, d'Asbagh ibn al-Faraj (m. 225 H).
- Tafsîr gharîb Al-muwattaa, d'Asbagh ibn al-Faraj (m. 225 H).
- Adâb As-siyâm, d'Asbagh ibn al-Faraj (m. 225 H).
- 22 livres sur son audition d'Ibn Al-qâsim, d'Asbagh ibn al-Faraj (m. 225 H).
- Al-muzâra'a, d'Asbagh ibn al-Faraj (m. 225 H).
- Adâb al-qadâa, d'Asbagh ibn al-Faraj (m. 225 H).
- ar-radd 'alâ ahli al-ahwâa, d'Asbagh ibn al-Faraj (m. 225 H).
- Amâli, d'Ahmed bin Isa (zaidi) (m.345H)

### Liste des recueils d'histoire et de géographie
- Al muluk wa akhbar al madhin, d'Al-jarhami (m.67H)
- Kitâb Abî Sufyân, d'Abû Sufyân Maḥbûb Ibn al-Raḥîl (150-200H).
- Jamharat al-nasab, d'Hicham ibn al-Kalbi (m.204H)
- Kitāb al-aṣnām, d'Hicham ibn al-Kalbi (m.204H)
- Muhammad ben `Abd Allah, d'Ibn Hichâm (m.218H).
- Kitab al-Tijan, d'Ibn Hichâm (m.218H).
- Al-A'lek An-nafsia, d'Ibn Rustah (m.300H).
- Al-Kitab al Masalik w’al Mamalik, d'Ibn Khordadbeh (m.271H).
- Suwar al-aqalim, d'Abu Zayd al-Balkhi (m.322H).
- Risala d'Ibn Fadlân
- Kitāb al-buldān, d'Al-Yaqubi (m.248H).
- Ta'rikh Ibn Wadih, d'Al-Yaqubi (m.248H).
- Akhbâr al-tiwâl ("Histoire générale"), d'Al-Dinawari (m.282).
- Kitâb al-kabir ("Grand livre" de l'histoire des sciences), d'Al-Dinawari (m.282).
- Kitâb al-fisâha ("Livre de la rhétorique"), d'Al-Dinawari (m.282).
- Kitâb al-buldân ("Livre des pays"), d'Al-Dinawari (m.282).
- Kitâb al-shi'r wa'l-shu'arâ ("Livre de la poésie et des poètes"), d'Al-Dinawari (m.282).
- Ansâb al-Akrâd ("Ascendance des kurdes"), d'Al-Dinawari (m.282).
- Kitab at-tarikh, d'Al-Dinawari (m.282).
- Kitab Futuh al-Buldan, d'Al-Baladhuri (m.297H)
- Ansab al-Ashraf, d'Al-Baladhuri (m.297H)
- Kitāb al-buldān al-kabir, d'Al-Baladhuri (m.297H)
- Kitāb al-buldān al-saghir, d'Al-Baladhuri (m.297H)
- Kitab 'ahd Ardachîr, d'Al-Baladhuri (m.297H)

### Liste des recueils de médecine
- Masalih al-Abdan wa al-Anfus, d'Abu Zayd al-Balkhi (m.322H).

### Liste des recueils de Mathématiques et sciences naturelles
- Kitâb al-jabr wa'l-muqâbila ("Livre de l'algèbre"), d'Al-Dinawari (m.282).
- Kitâb al-nabât ("Livre des plantes"), d'Al-Dinawari (m.282).
- Kitâb al-kusuf ("Livre des éclipses solaires"), d'Al-Dinawari (m.282).
- Kitâb al-radd alâ rasad al-Isfahâni ("Réfutation des observations astronomiques d'al-Isfahani"), d'Al-Dinawari (m.282).
- Kitâb al-hisâb ("Livre de l'arithmétique"), d'Al-Dinawari (m.282).
- Bahth fi hisâb al-Hind ("Analyse de l'arithmétique indienne"), d'Al-Dinawari (m.282).
- Kitâb al-jam' wa'l-tafriq ("Livre de la numération"), d'Al-Dinawari (m.282).
- Kitab al-qibla wa'l-ziwal ("Livre des orientations astrales"), d'Al-Dinawari (m.282).
- Kitâb al-anwâ ("Livre du climat"), d'Al-Dinawari (m.282).
- Kitab Islâh al-mantiq ("Progrès de la logique"), d'Al-Dinawari (m.282).
- Kitab Lahn al-'ama, d'Al-Dinawari (m.282).
- Kitak al-zij, d'Al-Dinawari (m.282).
- Kitab jawahir al-'ilm, d'Al-Dinawari (m.282).
- Kitab nawader al-jabr, d'Al-Dinawari (m.282).
- Kitab fi hisab al khita'in, d'Al-Dinawari (m.282).

### Liste des recueils philosophiques
- Al-Madina al-Fadila, Al-Farabi (m. 339H).

### Liste des livres de poèmes
- Kitab al-Zahra, de Muhammad bin Dawud al-Zahiri (m.297H).
- Al-Khayl, d'Hicham ibn al-Kalbi (m.204H)